# Theroscopus striatus
Theroscopus striatus är en stekelart som först beskrevs av Setsuya Momoi 1970.  Theroscopus striatus ingår i släktet Theroscopus och familjen brokparasitsteklar. Inga underarter finns listade i Catalogue of Life.